# یی (چارچوب نرم‌افزاری)
یی (به انگلیسی: Yii، ji:) یک چارچوب نرم‌افزاری تحت وب انعطاف‌پذیر و متن باز است که به زبان پی‌اچ‌پی نوشته شده و در ساختن نرم‌افزارهای کاربردی تحت وب استفاده می‌شود. یی شیءگرا است و با پی‌اچ‌پی ۵ نوشته شده‌است و برای راه‌اندازی آن به کارساز وبی با پشتیبانی پی‌اچ‌پی ۵٫۰٫۱ یا جدیدتر نیاز است. یی برای ساخت انواع برنامه های وب مانند انجمن ها، پورتال ها، سیستم های مدیریت محتوا، خدمات RESTful، وب سایت های تجارت الکترونیک و غیره مناسب باشد.

## پیشینه
پروژه یی در یک ژانویه ۲۰۰۸ به منظور برطرف کردن اشکالاتی از PRADO Framework شروع شد. برای مثال در نسخه‌های اولیه PRADO برای مدیریت صفحات پیچده کند بود، فرایند یادگیری سختی داشت و سفارشی سازی اکثر کنترل‌های آن دشوار بود. در حالی که یی در آن زمان خیلی کارآمدتر بود. بعد از ده ماه توسعه شخصی در اکتبر ۲۰۰۸ اولین نسخه آلفا از یی منتشر شد و در ۳ دسامبر ۲۰۰۸ نسخه ۱٫۰ آن منتشر شد.

## سازوکار
یی براساس مدل-نما-کنترل‌گر ساخته شده است که ویژگی های امن و حرفه ای را برای ایجاد سریع پروژه ها فراهم می‌کند. یی یک فریمورک OOP براساس برنامه نویسی شی گرا (Object Oriented Programming) است. از این رو، برای کار کردن با آن شما نیاز به یادگیری مفهوم OOP دارید. چارچوب یی از آخرین ویژگی های PHP استفاده می‌کند. درواقع یی یک رابط کاربری متناسب برای کار با پایگاه داده است.

### ویژگی‌ها
- مدل معماری مدل-نما-کنترل‌گر را اجرا می‌کند.
- ویژگی هایی را پایگاه داده های relational و NoSQL فراهم می‌کند.
- بسیار توسعه پذیر است.
- پشتیبانی چندگانه از caching را فراهم می‌کند.
- پشتیبانی از توسعه RESTful API را فراهم می‌کند.
- دارای عملکرد بالایی است.

### راه‌اندازی
امکانات اصلی برای کارکردن با یی، یک وب سرور و زبان پی‌ایچ‌پی ۵.۴ به بالا است. نسخه ۲ یی دارای جدیدترین فن آوری ها، از جمله ابزار کامپوزر (Composer) برای توزیع بسته، PSR سطح 1، 2، و 4 و بسیاری از ویژگی های PHP 5.4 به بالا است.